# Demund

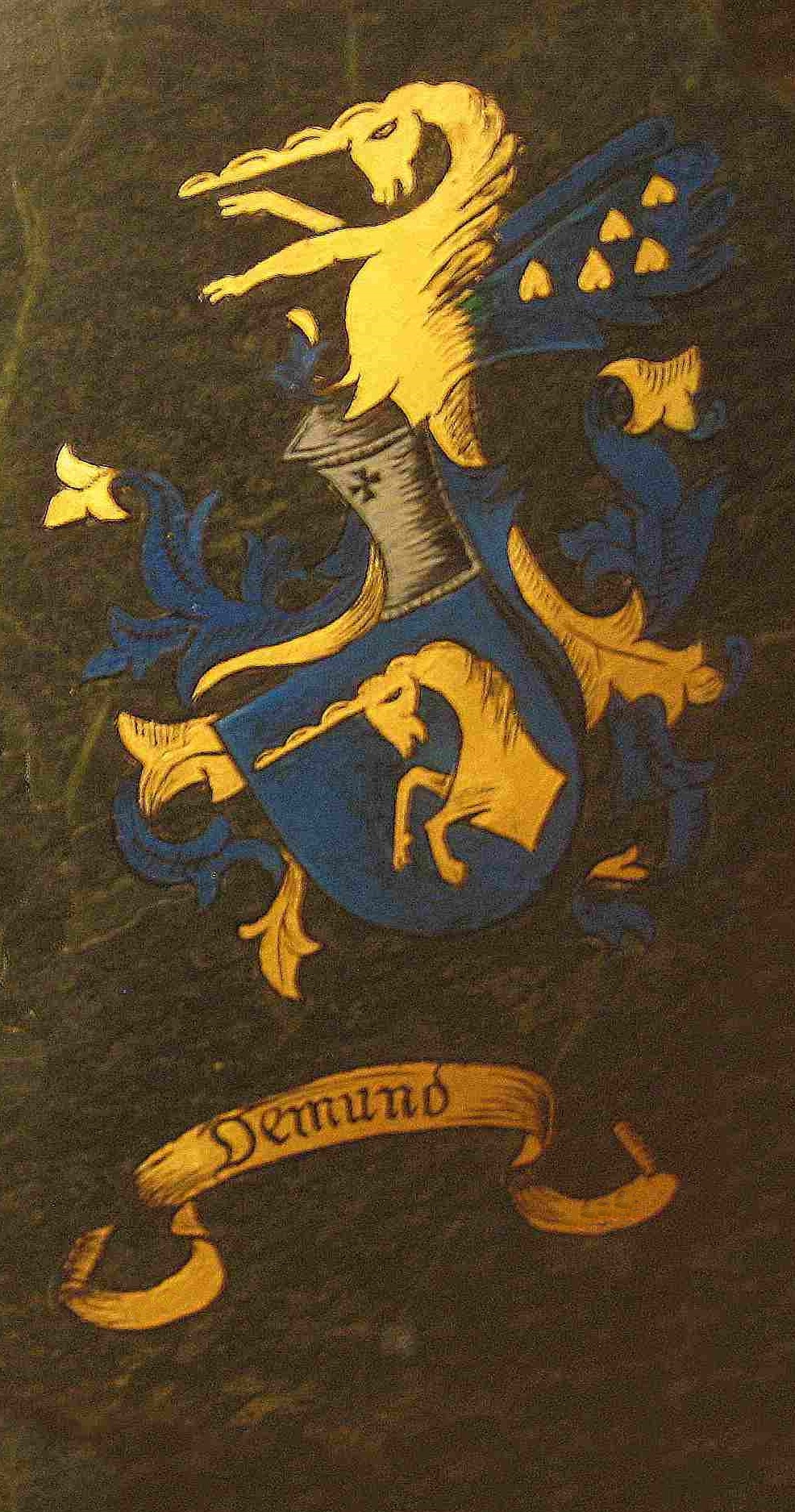
Familienwappen Demund

Demund ist ein Schweizer Familienname aus Trun in der Surselva im Kanton Graubünden.

## Herkunft und Bedeutung
Nach dem Buch „Rätisches Namenbuch Band 3“ bezieht sich der Name Demund auf eine Ortschaft. Auf Rätoromanisch heisst de «von» und mund «Welt» oder auch (als munt) «Berg».
Es wird angenommen,  dass die Wurzeln des Familiennamens in „praus Mund“ (Wiese von Mund) in Trun zu finden sind. Dort stehen immer noch Grundmauern von ehemaligen Wohnhäusern. Ein Martin de Mondt ist im Zusammenhang mit dem Verkauf von „praus Mund“ 1549 aktenkundig vermerkt. 
Die ersten Erwähnungen: 1308 Burchardo de Monte in Graubünden, 1359 Jerg von Mundt in Chur, 1391 Heinrigett Munt in Lumnezia, 1448 Janut de Mont in Surcuolm, 1549 Martin de Mondt, 1641 Tumaisch Demund in Trun. Der Stammvater der Demund-Linie von Trun ist Giachen Mathias; * ca. 1750.

## Verbreitung
Demunds findet man hauptsächlich im Kanton Graubünden. Es gibt aber auch einige Familien, die von Basel, Zürich und St. Gallen über die ganze Schweiz verteilt sind. Zwischen 1870 und 1875 sind die zwei Brüder Gion Giusep (* 14. März 1853) und Giusep Antoni (* 27. März  1859) nach Frankreich ausgewandert. Die Nachkommenschaft von Gion Giusep lebt noch immer in Frankreich und in der Westschweiz. Es leben auch Familien in Nordamerika und in Deutschland, die mit der Demund-Linie aus Trun nicht nachweislich verwandt sind.
Die älteste Spur von Demunds in Deutschland stammt von Joannes Demund (* 1680) und Catharina Demund (* 1692). Sie lebten und starben in Bauerbach, Baden, Karlsruhe. Ihr Geburtsort ist unbekannt.
Um 1780 lebte ein Joseph Demund in New Jersey. Dort gibt es eine Strasse im Midland Park, die Demund Lane heisst. In dieser Strasse steht das Wortendyke-Demund House, das im National Register of Historic Places eingetragen ist. Schon um 1760 lebten Demunds in Deutschland. Einige Familien aus Deutschland sind nach Russland (Wolgadeutsche) ausgewandert und nach 1970 wieder zurückgekehrt. Die Grossmutter von Bischof Joseph Werth hiess Paulina Demund (* 1881). Sie ist in Russland in der deutschen Kolonie Schönchen an der Wolga geboren. In der benachbarten Kolonie Luzern lebte 1798 auch eine Familie Demund (siehe Liste der deutschsprachigen Ortschaften in der Wolgarepublik).

## Varianten
Der Name Demund änderte sich im Laufe der Jahre mehrmals: de Monte, da Mundt, de Mun, da si Munt, giu da Munt, de Mund, Demun, Demunt, Demund, Demont. 
Demont ist die jüngste Variante innerhalb der Familie Demund. Rest Mathias Demund (* 21. Oktober 1810) änderte den Familiennamen von Demund auf Demont. Seine Nachkommenschaft nennt sich noch immer Demont. Die Demont-Linie von Trun sind also Nachkommen der Familie Demund. Es gibt auch eine alte Demont-Linie in der Lumnezia.

## Wappen
Goldenes Einhorn auf blauem Grund.